# Eupithecia ditrecta
Eupithecia ditrecta är en fjärilsart som beskrevs av Edward Meyrick 1899. Eupithecia ditrecta ingår i släktet Eupithecia och familjen mätare. Inga underarter finns listade i Catalogue of Life.